# Celso García de la Riega
Celso García de la Riega (Pontevedra, 26 d'agost del 1844 - Pontevedra, 4 de febrer de 1914) fou un escriptor gallec, i el principal autor de la teoria del Colom gallec.
Funcionari de l'Administració espanyola, exercí diversos càrrecs administratius a l'Havana (Cuba) (1873-1879). De tornada a Espanya, amb el triomf del Partido Liberal fou elegit diputat pel districte de Cambados (1886), i nomenat governador civil de Lleó (1888-1890). Va ser redactor de La Voz del Pueblo i col·laborador dels diaris El Imparcial i La Correspondencia de España, de Madrid, i de La Voz de Galicia i El Heraldo Gallego. Membre fundador de la Real Academia Galega el 1905, aviat en plegà per desavinences amb Manuel Murguía, a qui atacà ferotgement a la premsa.

## Teoria del Colom gallec
Afirma en la seva obra, que la Caravel·la Santa Maria anomenada també La Gallega fou flotada a Pontevedra tres anys abans del descobriment. Segons ell, part de la tripulació de La Santa Maria eren gallecs. I afirma també que Colom era gallec oriünd de família jueva i, per tant, era comprensible el seu interès a ocultar la seva procedència. Finalment diu que Colom va usar diferents topònims de Galícia per batejar llocs descoberts del Nou món.

## Obra
- Colón español, su origen y patria, Madrid: Sucesores de Rivadeneyra, 1914